# Rücks niltava
De Rücks niltava (Cyornis ruckii) is een zangvogel uit de familie Muscicapidae (vliegenvangers). Deze vogel is waarschijnlijk uitgestorven op Sumatra, want na 1918 is deze niet meer gezien of verzameld.
De vogel is in Nederland bekend van twee museumexemplaren die in 1917 en 1918 zijn verzameld op Sumatra door August F.C.A. van Heyst (1887-1962) en daarna niet meer gezien. Deze specimens zaten in de collectie van het Zoölogisch Museum Amsterdam (nu in Naturalis Biodiversity Center). Deze vogels leken op vogels die eerder door de Franse vogelkundige Émile Oustalet waren beschreven aan de hand van vogels die in 1880 in Malakka waren gekocht en naar Parijs gestuurd. Deze balgen waren mogelijk via handel ook afkomstig van Sumatra.

## Kenmerken
De vogels uit de collectie waren 17 cm lang, vrij groot voor een vliegenvanger. Het mannetje was donkerblauw, naar de buik toe lichter blauw met een witte buik en witte onderstaartdekveren. Het vrouwtje leek op een roodborst met een vaalbruine bovenkant en een licht roodbruine borst.

## Verspreiding, leefgebied en huidige status
Deze soort is endemisch op het Indonesische eiland Sumatra. De Rücks niltava heeft waarschijnlijk een zeer klein verspreidingsgebied in het noordoosten van het eiland en daardoor is de kans op uitsterven zeer groot. De vogels werden in het begin van de 20ste eeuw aangetroffen in regenwoud waarin toen al gekapt werd. BirdLife International hoopt dat de vogel mogelijk nog eens opduikt als het ecologisch herstel van het regenwoud rond de berg Gunung Leuser doorzet. Om deze redenen staat deze soort als ernstig bedreigd (kritiek) op de Rode Lijst van de IUCN.